# Caloptilia wakayamensis
Caloptilia wakayamensis är en fjärilsart som beskrevs av Tosio Kumata 1966. Caloptilia wakayamensis ingår i släktet Caloptilia och familjen styltmalar. Inga underarter finns listade i Catalogue of Life.